# Gil Junger
Gil Junger (New York, 7 november 1954) is een Amerikaanse regisseur werkend voor Touchstone Pictures. Hij verwierf de grootste bekendheid voor het regisseren van zijn filmdebuut 10 Things I Hate About You. Hij studeerde in 1972 af van de Trinity Pawling School in Pawling, New York.

## Filmografie

### Films
- 10 Things I Hate About You (1999)
- Black Knight (2001)
- If Only (2004)
- Get Smart's Bruce and Lloyd: Out of Control (2008)

### Televisiefilms
- Blossom (1990)
- The Greg Giraldo Show (2002)
- Jessica (2004)
- Earthquake (2004)
- Happy Campers (2008)
- My Fake Fiance (2009)
- The Business of Falling in Love (2010)
- Beauty & the Briefcase (2010)
- Christmas Cupid (2011)
- Teen Spirit (2011)

### Televisieseries
- It's a Living (1990)
- Blossom (1994)
- Nurses (1993-1994)
- The John Larroquette Show (1995)
- The Jeff Foxworthy Show (1995)
- Minor Adjustments (1995)
- In the House (1995)
- Pearl (1996)
- Living Single (1996-1997)
- Chicago Sons (1997)
- Soul Man (1997)
- Dharma & Greg (1997)
- Ellen (1997)
- Two Guys, a Girl and a Pizza Place (1998)
- Two of a Kind (1998)
- The Secret Lives of Men (1998)
- The Hughleys (1998)
- Zoe, Duncan, Jack & Jane (1999)
- Action (1999)
- Ladies Man (1999)
- Odd Man Out (1999)
- Daddio (2000)
- Movie Stars (2000)
- Inside Schwartz (2001)
- According to Jim (2001-2002)
- 8 Simple Rules (2002)
- Less Than Perfect (2002)
- The O'Keefes (2003)
- Hope & Faith (2004-2006)
- Rodney (2005-2006)
- Kyle XY (2006)
- In Case of Emergency (2007)
- Greek (2007)
- 10 Things I Hate About You (2009)

- Bibsys: 6022942
- Biblioteca Nacional de España: XX4809591
- Bibliothèque nationale de France: cb141095729 (data)
- Gemeinsame Normdatei: 142269263
- International Standard Name Identifier: 0000 0001 1949 4758
- Library of Congress Control Number: no00025106
- Nationale Bibliotheek van Israël: 987007317413005171
- Nationale Bibliotheek van Polen: a0000001700737
- Nederlandse Thesaurus van Auteursnamen: 191224499
- SNAC: w6qv5bpz
- Virtual International Authority File: 46968117
- WorldCat: E39PBJgRPjTbHDbBJxCpCvjQv3